# Raumklima
Das Raumklima beschreibt die Faktoren, die in Innenräumen einen Einfluss auf das Wohlbefinden von Menschen haben können.
Das Raumklima gilt als ein wesentlicher Bestandteil der Wohnqualität und Behaglichkeit. Es wird vor allem durch die Temperatur der Luft (Raumtemperatur) und die Luftfeuchtigkeit bestimmt. Einfluss auf die Behaglichkeit eines Raumes haben auch
- die chemische Zusammensetzung der Luft (Raumluft) mit möglichen Schadstoffen und Geruchsbelästigung,
- abweichende Oberflächentemperaturen der Wände, Fußböden und Möbel,
- Luftzug,
- die Beleuchtung, insbesondere die Sonneneinstrahlung sowie künstliches Licht und dessen Farbtemperatur.

Die Luftfeuchtigkeit wird vom Menschen nur bei Extremwerten bemerkt. Allerdings führt schon moderat hohe relative Luftfeuchte zu Kondensation und Schimmelbildung an kühlen Oberflächen. Das Phänomen wird in der Bauphysik auch als Sommerkondensation bezeichnet.
Bei sehr geringer Luftfeuchtigkeit werden Materialien wie Holz, Leder oder Plastik spröde oder rissig und trocknen aus. Auch der menschliche Körper reagiert empfindlich auf zu geringe Luftfeuchtigkeit. Brennende Augen, spröde Lippen und trockene Schleimhäute können die Folge sein. Dies konnte allerdings durch Untersuchungen bisher nicht bestätigt werden. Beim Menschen wird die eingeatmete Luft durch die Nasenschleimhäute befeuchtet, so dass auch unter extremen raumklimatischen Bedingungen keine diesbezüglichen gesundheitlichen Risiken zu erwarten sind. Gegebenenfalls besteht allerdings ein erhöhter Flüssigkeitsbedarf, um die in die Luft abgegebene Feuchtigkeit zu ersetzen. Auch die Stimmbänder werden durch trockene Luft nicht stärker strapaziert. Nachgewiesen sind dagegen eine Zunahme der Hautrauhigkeit und vermehrte elektrostatische Aufladungen in einem direkten Zusammenhang mit niedrigen Luftfeuchten.
Zu niedrige Luftfeuchtigkeit in öffentlichen Gebäuden mit hohem Besucheraufkommen führt zu erhöhter Ansteckungsgefahr. Zu hohe Luftfeuchtigkeit wird hingegen zumeist als drückend empfunden.
Kalte Oberflächen können einen geheizten Raum unbehaglich machen.
Innere und äußere Lasten können Temperatur und Feuchtigkeit maßgeblich beeinflussen:
- Zu den inneren Lasten gehören:
  - die Nutzer mit ihrem Wärme- und Feuchteeintrag, abhängig von der Tätigkeit,
  - Geräte und Maschinen (Wärme und Luftzug, Geruchsbelastungen, Schadstoffe),
  - Nutzungen: Waschen, Duschen und Kochen erhöhen die Luftfeuchtigkeit.
- Zu den äußeren Lasten gehören:
  - solare Einstrahlung,
  - Wärmeleitung durch die Wände, Fußboden und Decke,
  - Änderung von Temperatur und Luftfeuchte durch Lüftung (Fugenlüftung, Spaltlüftung und Stoßlüftung).[6]

Bei einem typischen Raumklima, mit einer mittlerer Luftfeuchte von 50 Prozent und Temperaturen um die 20 Grad, werden in Anwesenheit von Feinstaub die höchsten Konzentrationen von den besonders schädlichen Sauerstoffradikalen (ROS) gebildet.